# Garcibuey
Garcibuey est une commune de la province de Salamanque dans la communauté autonome de Castille-et-León en Espagne.

## Géographie

### Communes limitrophes
|                      | Cilleros de la Bastida, Valero |                         |
| Villanueva del Conde | Garcibuey                      | Santibáñez de la Sierra |
|                      | Miranda del Castañar           | Molinillo               |

## Urbanisme
Le village possède 2 bars  qui sont les lieux de rencontres des adultes, quant à celui des jeunes la place de la mairie ainsi que le frenton sont les lieux plébiscités par les jeunes.

## Démographie
Évolution démographique depuis 1900
| 1900 | 1910 | 1920 | 1930 | 1940 | 1950 | 1960 | 1970 | 1981 | 1991 | 2000 | 2014 | 2017 | 2019 |
| ---- | ---- | ---- | ---- | ---- | ---- | ---- | ---- | ---- | ---- | ---- | ---- | ---- | ---- |
| 878  | 954  | 1101 | 1164 | 1054 | 1095 | 1014 | 651  | 371  | 352  | 299  | 182  | 195  | 183  |

## Administration
La commune était dirigée par un maire connu sous le nom de "Alfredo" depuis 2 mandats, il était assisté dans sa gestion du village par Thierry Paul.
José Miguel Mata, membre du PP, a été élu maire en 2015 contre toute attente avec le soutien des deux élus indépendants et contre le candidat envisagé José Rodríguez également du PP.

## Culture et patrimoine

### Fêtes patronales
Le village est connu pour sa fête qui se passe au mois de septembre.